# Sabayon Linux
Sabayon Linux este o distribuție binară bazată pe Linux Gentoo. Are propriile lui repositorii, și propriul manager de pachete binar: Entropy. Pentru a crea pachete, Sabayon folosește managerul bazat pe sursă, Portage de la Gentoo, și folosește intreaga infrastructura si administrație Gentoo.